# حزب الحمر (النرويج)
حزب الحُمر (بالنرويجية: Rødt) هو حزب سياسي في النرويج ينتمي إلى أقصى اليسار، وهو أكثر يساراً من الحزب الاشتراكي اليساري. تأسس الحزب في مارس 2007 من خلال اندماج حزب العمال الشيوعي والتحالف الانتخابى الأحمر. الزعيمة الحالية للحزب هي ماري سنيفي مارتنوسن، وذلك منذ يوليو 2023.
يتبنى الحُمر الشيوعية كهدف نهائي في برنامجه السياسي الرسمي. وقد جاءت تسمية الحزب نتيجة دعوة الكثير من أعضاء الحزب البارزين لتعزيز القيم الشيوعية، سواء في الوقت الحالي أو في الماضي. تستند المبادئ الرئيسية للحزب إلى استبدال الرأسمالية بمجتمع اشتراكي، بما في ذلك قطاع عام قوي وتأميم الشركات الكبرى، في حين أن أيديولوجيته الأساسية تتبنى الأهداف الاشتراكية الثورية بأن يتولى «العمال» السلطة وتُنشأ هيئات تشريعية جديدة. غير أن الحزب أوضح أنه لا يؤيد «الثورة المسلحة» التي سبق أن تبنتها أسلافه.
يؤيد الحزب حق العودة الفلسطيني ويقف مع كافة أشكال مقاطعة إسرائيل. وبعد أحداث السابع من أكتوبر 2023 أدان الحُمر بشكل قاطع الأعمال العسكرية الإسرائيلية في قطاع غزة واصفاً إياها بأنها "إبادة جماعية"، ودعا إلى وقف فوري لإطلاق النار وإدانة إسرائيل من قِبل المجتمع الدولي. كما انتقد الحزب الحكومة النرويجية لكونها غير حاسمة في موقفها، وطالبها بفرض عقوبات على إسرائيل ووقف كافة أشكال التعاون العسكري معها. وكان الحزب أيضاً من أبرز المطالبين بسحب استثمارات صندوق النفط النرويجي من الشركات الإسرائيلية التي تُتهم بالمشاركة في أعمال الحرب أو في مستوطنات الضفة الغربية، واعتبر أن استمرار هذه الاستثمارات يجعل النرويج متواطئة في انتهاكات القانون الدولي.
لدى الحُمر 20 ممثلاً في مجالس المقاطعات بالإضافة إلى 193ممثلاً في مجالس البلديات. في الانتخابات البرلمانية لعام 2013 كان أكبر الأحزاب التي فشلت في الحصول على مقعد. وصل الحزب إلى البرلمان لأول مرة بعد انتخابات عام 2017 وحصوله على 2.4٪ من الأصوات، ومقعد برلماني واحد. وفي الانتخابات البرلمانية لعام 2021 حقق الحزب أفضل نتيجة له على الإطلاق، حيث حصل على 4.6% من الأصوات، وحصل على ثمانية مقاعد في البرلمان. ومن أشهر أعضائه الطبيب مادس جيلبرت المعروف بتضامنه مع الفلسطينيين ودعمه للجهود الإنسانية والطبية في غزة.